# Tateshina
Tateshina (jap. 立科町 Tateshina-machi) – miasto w Japonii, na wyspie Honsiu, w prefekturze Nagano. Według danych na rok 2020 miejscowość zamieszkiwało 6 612 mieszkańców , a gęstość zaludnienia wyniosła 98,9 os./km².